# Trimyristin
Trimyristin ist ein Bestandteil pflanzlicher Öle und Fette. Die Verbindung gehört zur Gruppe der Fettsäureester des Glycerins (Glycerols), der Triacylglycerine.

## Geschichte
Aus der Muskatnussbutter, dem durch Abpressen erhaltenen Samenfett der Muskatnuss-Baums (Myristica fragrans), wurde eine Substanz gewonnen, welche sich als Glycerinester der Tetradecansäure (Myristinsäure) erwies, und daher Trimyristin genannt wurde.

## Vorkommen

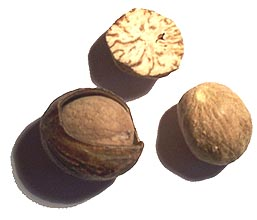
Muskatnuss

Das Samenfett stellt insofern eine Besonderheit dar, als unter den üblicherweise gemischten Triglyceriden (Triacylglycerinen) die Verbindung in sehr hohem Anteil vorkommt. Daher konnte sie leicht isoliert werden.
Trimyristin kommt nicht nur in Muskatnussgewächsen (Myristicaceae) vor, sondern (in kleinerem Anteil) auch in den Fetten und Ölen zahlreicher anderer Pflanzenfamilien.